# Hendrick Jacobsz. Staets
Hendrick Jacobsz. Staets (circa 1558/1559 - circa 1630/1631) was stadstimmerman van Amsterdam en in die hoedanigheid een van de hoofdverantwoordelijken voor het ontwerp van de grachtengordel van Amsterdam. Staets werkte samen met de stadsmeestersteenhouwer Hendrick de Keyser en de stadsmeestermetselaar Cornelis Danckertsz. de Rij. Hij was als stadsmeestertimmerman nauw betrokken bij de bouw van de Noorderkerk en de Zuiderkerk aldaar. In 1596 kreeg hij octrooi op de uitvinding van de Oorgatbrug, een brugtype dat vanzelf opende als een scheepsmast de brug raakte en vanzelf weer sloot. 
In 1628 schreef de Amsterdamse predikant Jacobus Laurentius, een stiefzoon van Staets, de zogenaamde Kroniek van Staets, een op rijm geschreven overzicht van het werk van zijn stiefvader als stadstimmerman. In 1631 verscheen de Architectura Moderna met een overzicht van in die tijd gerealiseerde bouwwerken. Meischke wijst erop dat de kroniek van Staets "ten doel [had] voor de oude stadstimmerman een gratificatie te verkrijgen". Dat zou de verschillen kunnen verklaren tussen beide pamfletten. In de Kroniek van Staets blijven de namen van zijn collega's ongenoemd en wordt het accent gelegd op de bouwactiviteiten van Staets en niet op zijn ontwerpen. In de Kroniek van Staets wordt het ontwerp van de Noorderkerk toegeschreven aan Staets. Volgens de Architectura Moderna was De Keyser de ontwerper. Meischke veronderstelt dat er sprake was van een samenwerkingsproject tussen beiden. Na de dood van De Keyser werd de bouw van de Noorderkerk voltooid in samenwerking tussen zijn zoon Pieter, Staets en De Rij.
De brug in de Herengracht bij de Amstel is naar hem vernoemd.